# Église Saint-Antoine d'Eygliers
L'église Saint-Antoine est une église située à Eygliers dans les Hautes-Alpes, en France.
Elle est inscrite au titre des monuments historiques depuis 1984.